# シェイヒュルイスラーム

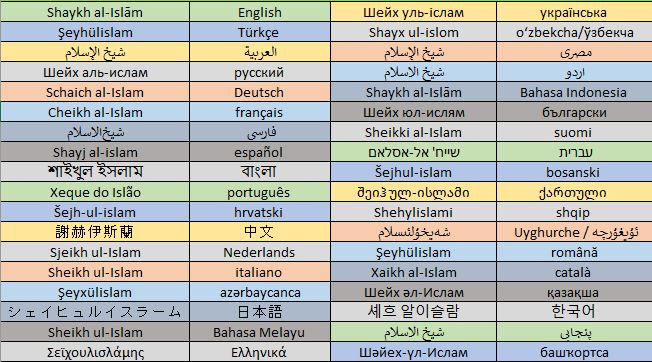
シェイヒュルイスラーム

シェイヒュルイスラーム（トルコ語: Şeyhülislam または Şeyh-ül İslam, オスマン語: شَيْخُ الإسْلام, アラビア語: شيخ الإسلام Shaykh al-Islām)とは、イスラム教に関して最大の知識と能力を持つ人物を指す。「イスラムのシャイフ（長老）」を意味し，10世紀末から学識深いウラマーの尊称とされた。セルジューク朝は政府の任命する官職にしようとして失敗したが、オスマン帝国時代にはイスタンブールのムフティーの職名とし、シェイヒュルイスラームは宗務において最大の権力を持つ行政官であった。この役職は1920年にアンカラで開かれた議会制政府において宗教省の名で設置された。 しかし共和国樹立の宣言後まもなく、1924年には世俗主義の原則を適用した結果廃止され、宗務庁が設立された。

## 概要
必要であれば宗教についての問題に関してファトワーに自身の見解を掲載しており、このファトワーは法としての性質を持っていた。
オスマン帝国内でシェイヒュルイスラームは、学者階級の長と見做されていた。 古いオスマン帝国の政府職員は事務官階級（カレミエ）,行政官階級（セイフィエ）,学者階級（イルミエ）の3つに分けられていた。学者階級は現在の司法庁、国家教育庁、宗務庁の職務を行っていた。
オスマン帝国時代、大宰相となるために教育は求められなかったが、シェイヒュルイスラームとなるためにはこの第一段階であるカーディー、ムフティー、マドラサに加え、マドラサの最高位を修了しておくことが必要であった。 このことは、オスマン帝国が、シェイヒュルイスラームへと与えられる価値を示すという点で非常に重要であった。

## 歴史
まず1424年にモッラ・フェナーリーへこの職が与えられた。 オスマン帝国最後のシェイヒュルイスラームであるメデニー・ヌリ・エフェンディが1922年に内閣と共に辞任するまでの間、498年間この制度は続いた。
1424年から1922年の間、131人のシェイヒュルイスラームが計175回この職に任命された。 エブス‐スウード・エフェンディの29年間が最長、メミクザーデ・ムスタファ・エフェンディの13時間が最短任期である。
131人のシェイヒュルイスラームのうち僅か9人だけがトルコ系民族ではなかった（アラブ人、ボスニア人、グルジア人、チェルケス人、アルバニア人であった）。
シェイヒュルイスラームの中には優れた学者、作家、詩人、書道家、作曲家、法学者がいた。
シェイヒュルイスラームの残した多くのファトワーの収集により、イスラム法学とオスマン法律史両方の観点から、貴重な資料が残されている。
セリム1世の治世下（1512-1520）では、シェイヒュルイスラームからアフメド・イブニ・ケマル・パシャへ　ムフティー（宗教指導者）の資格が与えられた。
スレイマン1世（1520-1566）の時代に至るまでの間、シェイヒュルイスラーム職の選任に関する法律や規則が存在しない場合に限り、エブス‐スウード・エフェンディが制定した法律に従い、ルメリ地方のカザスケル（大法官）の後に強化された役職が導入された。 稀にアナトリア地方のカザスケルからもシェイヒュルイスラームが選出されることもあった。
メフメト2世は、自身の記した法律書においてシェイヒュルイスラームとパーディシャー（君主）をワジール（宰相）より上級の職として置いていた。 この法律書によれば、ウラマーの長官の任命に伴い、シェイヒュルイスラームを学者階級（イルミエ）の長として任命する動きが16世紀中頃にかけて行われていたとされている。 16世紀にはゼンビルリ・アリ・ジェマーリー・エフェンディ、イブニ・ケマル・パシャザーデ、エブス‐スウード・エフェンディといった有力な知識人達がこの役職に就いたことにより、シェイヒュルイスラーム職はより重要な地位を得た。 特にこれら3人は、オスマン帝国の台頭において重要な役割を果たしていた。
初めカザスケルとムアリミ・スルタニー（スルタン教育官）により第二級職として置かれたシェイヒュルイスラーム職は、特にイブニ・ケマル・パシャザーデ(1525-1533) とエブス‐スウード・エフェンディ(1545-1574)の時代を経て更なる重要性を獲得し、カザスケル職よりも上位の役職として認められたと理解されている。
また、ムサ・カズム・エフェンディ 、イゼッティン・エフェンディ、ハイリ・エフェンディという3人のシェイヒュルイスラームがフリーメイソンのメンバーであったことも注目されている。。